# 五井火力発電所
五井火力発電所（ごいかりょくはつでんしょ）は千葉県市原市五井海岸にあるLNG火力発電所（ただし、五井火力発電所ではLNGを受け入れてはおらず、袖ケ浦火力発電所や富津火力発電所に併設されたLNG基地でLNGから発生させたガスをパイプラインにより受け入れている）。JERA、ENEOS、九州電力の3グループが出資する五井ユナイテッドジェネレーション合同会社が運営している。元は東京電力の発電所であった。

## 概要
東京電力により建設され、1963年6月に1号機が運転を開始、6号機までが建設された。燃料は当初、重油・原油であったが、のちにLNGに転換された。1号機の運転開始から約50年が経過したため、設備更新が計画・発表された。
東京電力の分社化により、2016年4月、当発電所は東京電力フュエル&パワーに移管された。1～6号機は2016年4月1日に全機長期計画停止となり、2018年3月30日に全機廃止された。
更新計画は東京電力フュエル&パワーからJERAに引き継がれたが、その後、JERAとJXTGエネルギー（現・ENEOS）が合弁会社を設立して進めることになった。2019年、JERAグループ（JERAパワーインベストメント合同会社）とJXTGエネルギー（現・ENEOS）の出資により、新たな設備を建設・運営する主体として五井ユナイテッドジェネレーション合同会社が設立された。JXTGエネルギーとしては川崎天然ガス発電所の増設計画（東京ガスとの合弁事業）を中止し、五井火力発電所の運営会社への出資に乗り換えた形となった。
2023年10月、九州電力の子会社（九電エナジーインベストメント合同会社）が同社に対する出資持分の一部をJERAから譲り受けた。その結果、JERA、ENEOS、九州電力の出資比率は60% : 33.3% : 6.7%となった。九州電力としては、千葉県袖ケ浦市におけるLNG火力発電所の共同開発計画（東京ガスとの合弁事業）から撤退し、五井火力発電所の運営会社への出資に乗り換えた形となった。
建設工事は2019年に東芝グループ（東芝エネルギーシステムズ・東芝プラントシステム）が受注した。2024年8月に1号機が、同年11月に2号機が運転を開始した。2025年3月、3号機が運転を開始した。

## 発電設備
- 総出力：234万kW（2025年3月1日時点）
- 敷地面積：約40万m2

1号機
発電方式：1,650℃級コンバインドサイクル発電(More Advanced Combined Cycle II)方式
定格出力：78万kW
　　ガスタービン × 1軸
　　蒸気タービン × 1軸
使用燃料：LNG
熱効率：約64%（低位発熱量基準）
営業運転開始：2024年8月1日
2号機
発電方式：1,650℃級コンバインドサイクル発電(MACCII)方式
定格出力：78万kW
　　ガスタービン × 1軸
　　蒸気タービン × 1軸
使用燃料：LNG
熱効率：約64%（低位発熱量基準）
営業運転開始：2024年11月14日
3号機
発電方式：1,650℃級コンバインドサイクル発電(MACCII)方式
定格出力：78万kW
　　ガスタービン × 1軸
　　蒸気タービン × 1軸
使用燃料：LNG
熱効率：約64%（低位発熱量基準）
営業運転開始：2025年3月1日

## 廃止された発電設備
- 燃料は当初重油、原油だったが、LNGに転換した。
- 1994年7月には6号機へガスタービン発電設備を追加し排気再燃型コンバインドサイクル化工事を行い出力を増強した。

総出力：188.6万kW（2018年3月30日時点）
1号機（廃止）（2016年4月1日より長期計画停止）
発電方式：汽力発電方式
定格出力：26.5万kW
使用燃料：LNG（当初は重油、原油）
熱効率：42.4%（低位発熱量基準）
営業運転期間：1963年6月 - 2018年3月30日
2号機（廃止）（2016年4月1日より長期計画停止）
発電方式：汽力発電方式
定格出力：26.5万kW
使用燃料：LNG（当初は重油、原油）
熱効率：42.4%（低位発熱量基準）
営業運転期間：1964年8月 - 2018年3月30日
3号機（廃止）（2016年4月1日より長期計画停止）
発電方式：汽力発電方式
定格出力：26.5万kW
使用燃料：LNG（当初は重油、原油）
熱効率：42.4%（低位発熱量基準）
営業運転期間：1965年7月 - 2018年3月30日
4号機（廃止）（2016年4月1日より長期計画停止）
発電方式：汽力発電方式
定格出力：26.5万kW
使用燃料：LNG（当初は重油、原油）
熱効率：42.4%（低位発熱量基準）
営業運転期間：1966年1月 - 2018年3月30日
5号機（廃止）（2016年4月1日より長期計画停止）
発電方式：汽力発電方式
定格出力：35万kW
使用燃料：LNG（当初は重油、原油）
熱効率：42.2%（低位発熱量基準）
営業運転期間：1968年1月 - 2018年3月30日
6号機（廃止）（2016年4月1日より長期計画停止）
発電方式：排気再燃型1,100℃級コンバインドサイクル発電方式
定格出力：47.6万kW
　蒸気タービン：35万kW × 1軸
　ガスタービン：12.6万kW × 1軸
使用燃料：LNG（当初は重油、原油）
熱効率：45.7%（低位発熱量基準）
営業運転期間：1968年3月 - 2018年3月30日
設備増強：1994年7月7日

## 東北地方太平洋沖地震による被害
2011年3月11日の東北地方太平洋沖地震により当時運転中だった4号機が運転を停止した。翌日には運転を再開した。

## アクセス
- タクシー
  - 五井駅西口より約10分